# 鄒安
鄒安（？—？），字仕恭，福建邵武府泰寧縣人，民籍，明朝政治人物。

## 生平
永樂九年（1411年）辛卯科福建鄉試舉人，十年（1412年）壬辰科會試中副榜。授新昌縣教諭，升國子監學錄，宣德年間屢次上疏，多被採納，升助教，奉敕往覈邊鎮軍機，劾奏總戎監督以下。

## 家族
祖父鄒林甫；父鄒世榮。子鄒允隆。